# Sieben gegen Chicago
Sieben gegen Chicago (Originaltitel: Robin and the 7 Hoods) ist ein US-amerikanischer Spielfilm aus dem Jahre 1964.

## Handlung
Der Film spielt im Gangstermilieu von Chicago Anfang der 1930er Jahre. Der Mafiaboss Big Jim wird auf seiner Geburtstagsfeier im Auftrag des korrupten Sheriffs Glick ermordet. Guy Gisborne reißt daraufhin die Macht in Chicago an sich; Robbo, Ziehsohn von Big Jim, ist der einzige, der sich ihm verweigert. Gemeinsam mit seinen Freunden versucht er, sich im Norden Chicagos seine kleine Gangsterenklave gegen die Übermacht von Guy Gisborne zu erhalten.
Marian Stevens ist die Tochter von Big Jim. Ihre Mutter war bei ihrer Geburt gestorben; Big Jim hatte sie von seinem Milieu fernhalten wollen und sie auf Privatschulen ins Ausland geschickt. Nach dem Tod ihres Vaters taucht sie plötzlich in Chicago auf. Sie verlangt von Robbo, den Mörder ihres Vaters zu töten. Robbo weigert sich jedoch und nimmt das Geld von Marian nicht an; stattdessen lässt er es von Will unter den Armen Chicagos verteilen. Als Sheriff Glick jedoch bei Gisborne in Ungnade fällt, lässt dieser ihn ermorden. Robbo steigt unterdessen als Wohltäter von Chicago auf, wird von den Medien als moderner Robin Hood bezeichnet und erhält dabei Unterstützung durch den Waisenhausleiter Allen A. Dale. So erhält er die ideale Tarnung für illegale Geschäfte und ist für Gisborne nun ein unantastbarer Gegner. Gisbornes einzige Möglichkeit, ihn aus dem Weg zu schaffen, ist, den Verdacht des Mordes an Sheriff Glick auf Robbo zu lenken. Tatsächlich kommt Robbo unter Mordanklage, wird aber freigesprochen. Wenig später fliegen jedoch die illegalen Geschäfte auf, die durch Little John und Marian bereits landesweit ausgebreitet wurden: Robbo, Little John und Will müssen untertauchen und verdingen sich als Weihnachtsmänner.

## Das „Rat Pack“
Die Hauptdarsteller des Films sind Frank Sinatra, Dean Martin und Sammy Davis jr., die alle zusammen unter dem Namen Rat Pack bekannt waren und neben Sieben gegen Chicago noch weitere gemeinsame Filme drehten.

## Hintergrund
Sieben gegen Chicago ist eine Parodie auf Gangsterfilme und eine Modernisierung der Robin-Hood-Legende. Der Film ist als Musical aufgebaut; die Handlung wird durch zahlreiche Gesangseinlagen unterbrochen. Sogar Peter Falk ist zu Beginn des Films als Sänger zu sehen. Das Autorenduo Sammy Cahn (Texter) und Jimmy Van Heusen (Komponist) steuerte die Songs zu diesem Film bei. Zum berühmtesten Lied des Films wurde My Kind of Town, das Frank Sinatra nach seinem Freispruch vor dem Gerichtsgebäude als Hymne an die Stadt Chicago singt. Es gehörte seither zum Standardrepertoire Sinatras in seinen Konzerten. Das im Film verwendete Lied Mr. Booze wurde in der Folge Die Freunde des Peter G. der Zeichentrickserie Family Guy verwendet und die Filmszene nachempfunden.

## Kritiken
- Anfangs noch treffsichere Parodie auf amerikanische Gangsterfilme, die in der zweiten Hälfte allerdings Längen aufweist.- Lexikon des internationalen Films[3]

- „(...) einfallsreiche, unterhaltende, witzige Parodie auf die Gangsterfilme über das Chicago der zwanziger Jahre (...) ein Breitwandfilm, der im TV verliert.“ (Wertung: 2½  Sterne = überdurchschnittlich) - Adolf Heinzlmeier und Berndt Schulz in Lexikon „Filme im Fernsehen“ (Erweiterte Neuausgabe). Rasch und Röhring, Hamburg 1990, ISBN 3-89136-392-3, S. 746

## Auszeichnungen
Die Musik des Films wurde jeweils für einen Oscar und für einen Golden Globe Award nominiert. My Kind of Town erhielt außerdem eine Oscarnominierung für den besten Song.